# Нижній Салум
Нижній Салум — один з 10 районів округу Центральна Річка Гамбії. Населення — 13.524 (2003). Фульбе — 29,13 %, мандінка — 15,88 %, 50,33 % — волоф (1993).